# (26280) 1998 SW22
1998 أس دابليو 22 (ويعرف أيضًا باسم (26280) 1998 أس دابليو 22 وفق تسمية الكوكب الصغير) (بالإنجليزية: 1998 SW22)‏ هو كويكب ضمن حزام الكويكبات؛ وترتيبه 26280 من حيث الاكتشاف.
اكتُشف هذا الجُرم الفلكي بواسطة Frank B. Zoltowski ‏ في 20 سبتمبر 1998.

## وصلات خارجية
- (26280) 1998 SW22 في قاعدة بيانات مختبر الدفع النفاث لأجرام النظام الشمسي الصغيرة

- الاكتشاف · مخطط المدار ·  العناصر المدارية · المعلمات المادية

- (26280) 1998 SW22 على موقع ويكي سكاي: DSS2, SDSS, GALEX, IRAS, Hydrogen α, X-Ray, Astrophoto, Sky Map, Articles and images